# Eugene Casserly
Eugene Casserly (ur. 13 listopada 1820 w Mullingar, zm. 14 czerwca 1883 w San Francisco) – amerykański polityk, członek Partii Demokratycznej.

## Działalność polityczna
W okresie od 4 marca 1869 do rezygnacji 29 listopada 1873 był senatorem Stanów Zjednoczonych z Kalifornii (1. Klasa).